# 玻利維亞兵鯰
玻利維亞兵鯰，為輻鰭魚綱鯰形目美鯰科的其中一種，為熱帶淡水魚。分布於南美洲玻利維亞淡水流域，棲息在底層水域，生活習性不明。

## 扩展阅读
維基物種上的相關：玻利維亞兵鯰